# 朝鮮人民軍FM放送
朝鮮人民軍FM放送（ちょうせんじんみんぐんエフエムほうそう）は、朝鮮民主主義人民共和国（北朝鮮）の非武装地帯周辺の朝鮮人民軍の軍人向けのFMラジオ局である。
2009年5月に開局した。

## 概要
2009年頃までは、中波（AM）の1613kHzと短波の2625kHzの周波数を使用して「前線哨兵達のための放送」として、兵士慰安のための放送をしていた。
2009年5月よりFM放送を使用して、非武装地帯周辺の朝鮮人民軍の軍人向けに慰安のために放送されるようになった。韓国のソウル市でも受信できる場合もあるためプロパガンダの宣伝放送としての目的の可能性もある。夏季（6月 - 8月頃）のスポラディックE層（Eスポ）が発生した時に稀に日本でも受信できる場合もある。

## 周波数
- 95.5MHz

## 備考
韓国軍にも軍人向けの慰安のためのラジオ放送が存在する。